# Чахаті (Кобулеті)
Чахаті (груз. ჭახათი) — село в Грузії.
За даними перепису населення 2014 року в селі проживає 390 осіб.